# Mantella expectata
Mantella expectata (tên tiếng Anh: Blue-legged Mantella) là một loài ếch trong họ Mantellidae. Chúng là loài đặc hữu của Madagascar.
Các môi trường sống tự nhiên của chúng là subtropical hoặc tropical drsy forests, sông, và sông có nước theo mùa. Loài này đang bị đe dọa do mất môi trường sống.

## Hình ảnh

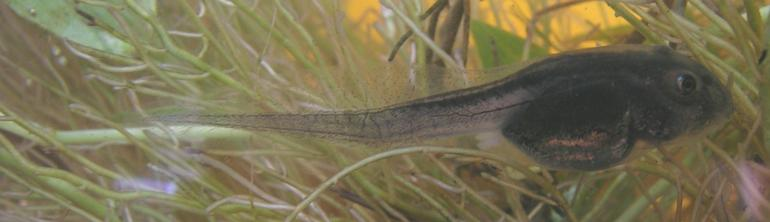
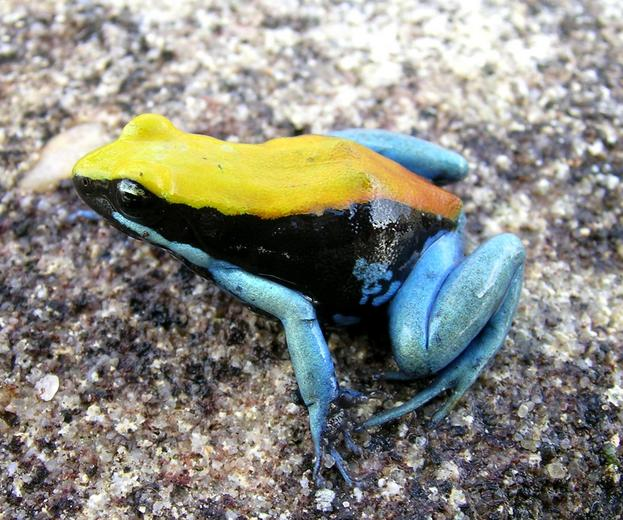
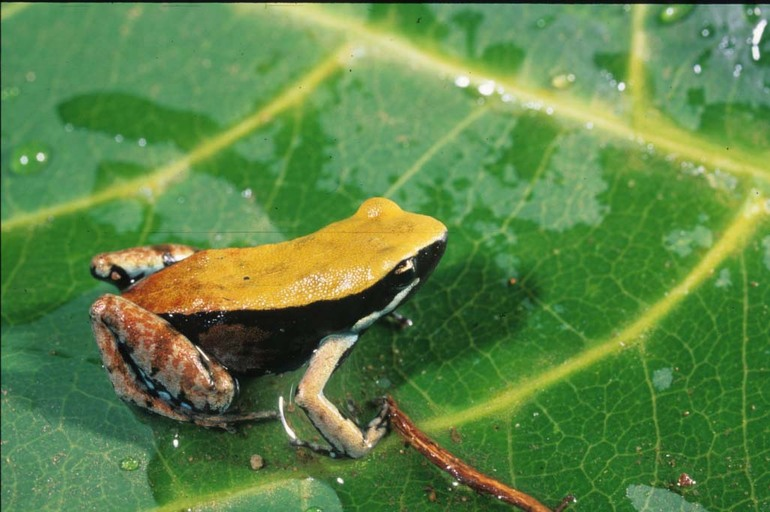
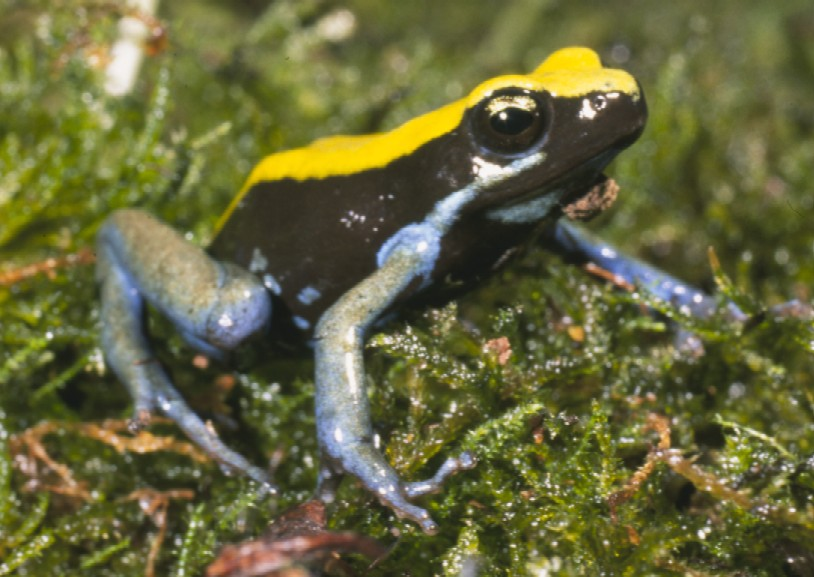